# روي ڨيلوزو
روي مانويل جوادينسيو ڨيلوزو (لشبونة، 30 يوليو 1957 )، مغني برتغالي. ولد في لشبونة ولكنه نشأ في بورتو منذ أن كان عنده ثلاثة أشهر. مغني وملحن وعازف جيتار برتغالي الجنسية بدأ عزف الهارمونيكا في سن السادسة. من أشهر أغانيه (não há estrelas no céu، لا توجد نجوم في السماء).

## روابط خارجية
- روي ڨيلوزو على موقع IMDb (الإنجليزية)
- روي ڨيلوزو على موقع ميوزك برينز (الإنجليزية)
- روي ڨيلوزو على موقع أول ميوزيك (الإنجليزية)
- روي ڨيلوزو على موقع ديسكوغز (الإنجليزية)
- روي ڨيلوزو على موقع قاعدة بيانات الفيلم (الإنجليزية)